# Genaro Alas Rodríguez

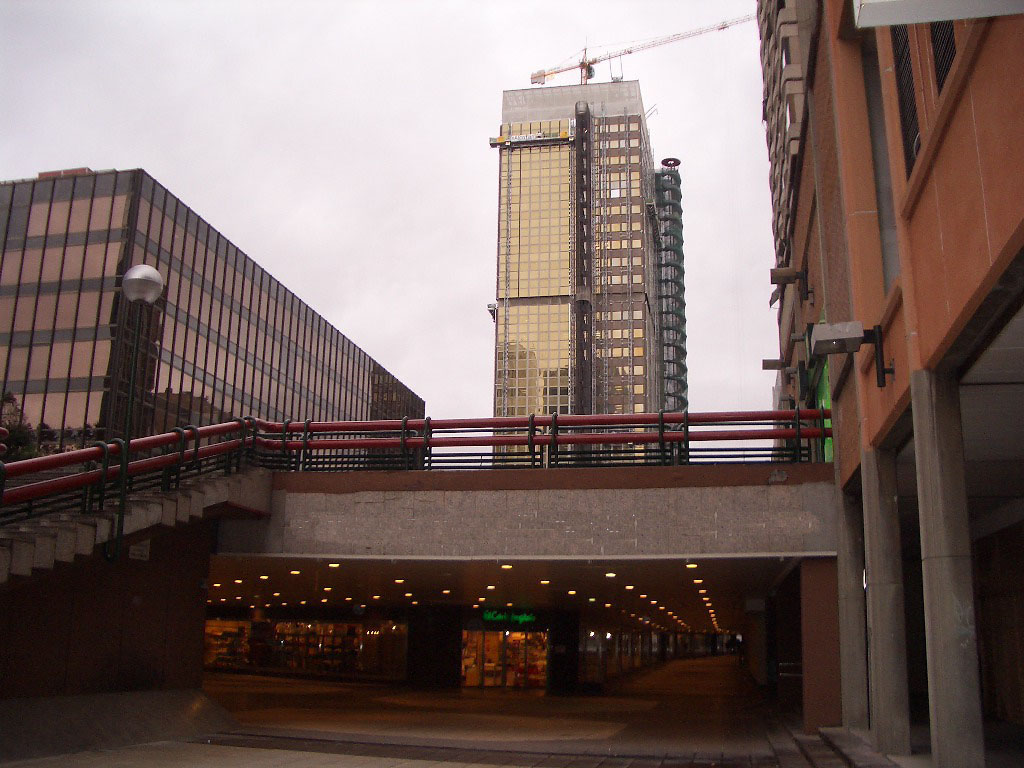
Torre Windsor em Madrid

Genaro Alas Rodríguez (Madrid, 29 de abril de 1926 — Cáceres, 10 de fevereiro de 2021) é um arquitecto espanhol. Esteve presente no desenho da Torre Windsor.